# Quốc lộ 3
De Quốc lộ 3 (nationale weg 3) is een Quốc lộ in Vietnam. De weg gaat door de provincies Hanoi, Thái Nguyên, Bắc Kạn, Cao Bằng.
In Hanoi begint de weg bij de Đuốngbrug, een vakwerkbrug over de Đuống op de grens tussen huyện Gia Lâm en quận Long Biên. De weg sluit hier aan op de Quốc lộ 1A.
Bij de Grenspost Tà Lùng in thị trấn Tà Lùng eindigt de weg. De weg gaat dan in de Volksrepubliek China verder als de S319 in de autonome regio Guangxi.
QL1 · QL1B · QL1K · QL2 · QL3 · QL4 · QL5 · QL6 · QL7A · QL7B · QL8A · QL8B · QL9A · QL9B · QL12 · QL12A · QL14 · QL14B · QL14C · QL14D · QL14E · QL15 · QL15 (Biên Hoà) · QL18 · QL20 · QL51 · QL55 · QL56